# Liza alata
Liza alata é uma espécie de peixe de águas costeiras e estuários da região do Indo-Pacífico conhecida pelo nome comum de tainha-diamante.